# 오즈시
오즈시(일본어: 大洲市)는 일본 에히메현의 난요 지방에 있는 도시이다. '이요 지방의 작은 교토(小京都)'로 불릴 정도로 알려진 도시이며 히지카와강 유역에 위치하고 있다.

## 인구
| 연도 | 인구   | ±%      |
| ---- | ------ | ------- |
| 1920 | 4,848  | —       |
| 1930 | 5,170  | +6.6%   |
| 1940 | 4,975  | −3.8%   |
| 1950 | 7,293  | +46.6%  |
| 1960 | 72,480 | +893.8% |
| 1970 | 58,755 | −18.9%  |
| 1980 | 57,014 | −3.0%   |
| 1990 | 55,766 | −2.2%   |
| 2000 | 52,762 | −5.4%   |
| 2010 | 47,190 | −10.6%  |

## 지리
히지카와강의 중하류 유역으로, 특히 구 오스 지역은 히지카와강과 야오치강이 합류하는 지점에서 분지를 형성하고 있다. 더 하류로 가면 골짜기를 형성하면서 나가하마 지역에서 이요나다로 흘러 들어간다. 산은 히지카와강 지류인 가와베강 발원지에서는 해발 1000m를 넘는 지점도 있지만 그 외에는 500~800m의 비교적 완만한 산들이 늘어서 있다. 이 주변에는 주민보다 고양이가 더 많이 산다고 소문난 아오시마섬이 주변에 있다.

### 기후
분지형으로 안개가 발생하기 쉽다. 히지카와강 하구(나가하마)에서는 히지카와 폭풍(肱川あらし 히지카와아라시[*])이라는 현상이 관찰된다.
태풍의 내습은 적기는 하지만 히지카와강은 하류에서 좁아지기 때문에 오스 분지에서 병목 현상을 일으켜 큰 비가 계속되면 물이 불어나기 쉽고 과거에 몇 번씩 침수 피해에 휩쓸린 적이 있다.
| 오즈시의 기후                                                | 오즈시의 기후 | 오즈시의 기후 | 오즈시의 기후 | 오즈시의 기후 | 오즈시의 기후 | 오즈시의 기후 | 오즈시의 기후 | 오즈시의 기후 | 오즈시의 기후 | 오즈시의 기후 | 오즈시의 기후 | 오즈시의 기후 | 오즈시의 기후   |
| 월                                                           | 1월           | 2월           | 3월           | 4월           | 5월           | 6월           | 7월           | 8월           | 9월           | 10월          | 11월          | 12월          | 연간            |
| ------------------------------------------------------------ | ------------- | ------------- | ------------- | ------------- | ------------- | ------------- | ------------- | ------------- | ------------- | ------------- | ------------- | ------------- | --------------- |
| 역대 최고 기온 °C (°F)                                       | 20.4 (68.7)   | 23.4 (74.1)   | 25.2 (77.4)   | 32.2 (90.0)   | 34.5 (94.1)   | 34.8 (94.6)   | 38.2 (100.8)  | 38.3 (100.9)  | 37.4 (99.3)   | 32.6 (90.7)   | 27.2 (81.0)   | 24.5 (76.1)   | 38.3 (100.9)    |
| 일평균 최고 기온 °C (°F)                                     | 9.8 (49.6)    | 11.2 (52.2)   | 15.2 (59.4)   | 20.9 (69.6)   | 25.6 (78.1)   | 28.0 (82.4)   | 32.2 (90.0)   | 33.4 (92.1)   | 29.4 (84.9)   | 23.8 (74.8)   | 17.8 (64.0)   | 12.0 (53.6)   | 21.6 (70.9)     |
| 일일 평균 기온 °C (°F)                                       | 5.1 (41.2)    | 5.8 (42.4)    | 9.2 (48.6)    | 14.2 (57.6)   | 18.9 (66.0)   | 22.6 (72.7)   | 26.7 (80.1)   | 27.4 (81.3)   | 23.7 (74.7)   | 17.8 (64.0)   | 12.1 (53.8)   | 7.0 (44.6)    | 15.9 (60.6)     |
| 일평균 최저 기온 °C (°F)                                     | 1.2 (34.2)    | 1.4 (34.5)    | 4.0 (39.2)    | 8.4 (47.1)    | 13.2 (55.8)   | 18.5 (65.3)   | 22.7 (72.9)   | 23.2 (73.8)   | 19.7 (67.5)   | 13.6 (56.5)   | 8.0 (46.4)    | 3.3 (37.9)    | 11.4 (52.6)     |
| 역대 최저 기온 °C (°F)                                       | −5.0 (23.0)   | −7.3 (18.9)   | −4.2 (24.4)   | −1.0 (30.2)   | 3.7 (38.7)    | 8.8 (47.8)    | 14.0 (57.2)   | 15.6 (60.1)   | 8.3 (46.9)    | 2.4 (36.3)    | −0.4 (31.3)   | −4.7 (23.5)   | −7.3 (18.9)     |
| 평균 강수량 mm (인치)                                        | 74.8 (2.94)   | 87.4 (3.44)   | 119.5 (4.70)  | 127.5 (5.02)  | 149.8 (5.90)  | 282.9 (11.14) | 234.9 (9.25)  | 138.1 (5.44)  | 175.6 (6.91)  | 124.0 (4.88)  | 94.5 (3.72)   | 94.9 (3.74)   | 1,700.8 (66.96) |
| 평균 강수일수 (≥ 1.0 mm)                                     | 10.6          | 10.1          | 11.6          | 10.2          | 9.3           | 12.9          | 10.5          | 8.6           | 10.1          | 8.3           | 9.3           | 11.8          | 123.3           |
| 평균 월간 일조시간                                           | 86.2          | 113.5         | 154.6         | 179.4         | 190.5         | 127.2         | 176.0         | 200.3         | 148.2         | 140.4         | 104.8         | 81.4          | 1,708.4         |
| 출처: 일본 기상청 (평년값: 1991년~2020년, 극값: 1978년~현재) |               |               |               |               |               |               |               |               |               |               |               |               |                 |

## 역사
과거 이곳은 오즈번(大洲藩)이라는 곳이었다.
- 1954년 9월 1일 - 기타군 오스정·히라노촌·아와즈촌·미요시촌·가미스카이촌·미나미쿠메촌·스가타촌·니야촌·야나기사와촌·오카와촌이 합병하여 시로 승격해 오즈시가 탄생하였다.
- 2005년 1월 11일 - 기타군 나가하마정·히지카와정·가와베촌과 합병해 새로운 오즈시가 되어 현재의 영역이 되었다.

## 교통

### 철도
- 시코쿠 여객철도
  - 요산선
  - 우치코선

### 도로
- 마쓰야마 자동차도
- 국도 제56호선
- 국도 제197호선
- 국도 제378호선
- 국도 제380호선
- 국도 제441호선